# Сан-Квірино
Сан-Квірино (італ. San Quirino, вен. San Quirino) — муніципалітет в Італії, у регіоні Фріулі-Венеція-Джулія,  провінція Порденоне.
Сан-Квірино розташований на відстані близько 460 км на північ від Рима, 100 км на північний захід від Трієста, 10 км на північ від Порденоне.
Населення — 4400 осіб (2014).
Щорічний фестиваль відбувається 4 червня. Покровитель — San Quirino.

## Демографія
Населення за роками:

Станом на 1 січня 2023 року в муніципалітеті офіційно проживали 293 іноземці з 45 країн, серед них 138 громадян країн Євросоюзу та 11 громадян України.

## Сусідні муніципалітети
- Ав'яно
- Корденонс
- Маніаго
- Монтереале-Вальчелліна
- Порденоне
- Ровередо-ін-П'яно
- Віваро